# Hugo Dellien
Hugo Dellien ml. (* 16. června 1993) je profesionální bolivijský tenista hrající pravou rukou. Ve své dosavadní kariéře na profesionálním okruhu ATP World Tour nevyhrál žádný turnaj ve dvouhře ani ve čtyřhře. Avšak na okruhu ATP Challenger Tour se mu daří mnohem více. Dosud vyhrál pět turnajů ve dvouhře a jeden ve čtyřhře. Dále má šestnáct titulů z dvouhry a sedmnáct titulů ze čtyřhry z okruhu ITF Futures Tour. Na žebříčku ATP byl ve dvouhře nejvýše klasifikován v lednu 2020 na 72. místě a ve čtyřhře pak v únoru 2015 téhož roku na 185. místě.
Na turnaji Rio Open 2019 se mu po vítězných zápasech nad Carlosem Berlocqem, Guidem Andreozzim a Robertem Carballésem povedl první životní úspěch na turnajích profesionálního okruhu ATP World Tour a tím byl postup do první čtvrtfinále. Od té doby se mu tento úspěch povedlo zopakovat dvakrát a to na turnajích Brasil Open 2019 a Geneva Open 2019. Dellien se stal prvním bolivijským profesionálním tenistou od roku 1984, kterému se povedlo vyhrát zápas dvouhry na okruhu ATP a zároveň se v roce 2019 stal prvním bolivijským po 34 letech, který se dokázal dostat do TOP 100 v žebříčku ATP.
Hugo Dellien debutoval v bolivijském daviscupovém týmu v roce 2010 červencovým utkáním boje o udržení 2. skupiny americké zóny proti Salvadoru v němž porazil Sebastiána Morena 6-1, 7-5. Do roku 2020 činí bilance zápasů 20-8 ve dvouhře a 6-3 ve čtyřhře.

## Tituly na challengerech ATP a okruhu Futures
| Legenda                  |
| ------------------------ |
| D – dvouhra; Č – čtyřhra |
| Challengery (5 D; 1 Č)   |
| Futures (16 D; 17 Č)     |

### Dvouhra (21)
| Č.  | datum             | turnaj                           | povrch | poražený finalista        | výsledek                |
| --- | ----------------- | -------------------------------- | ------ | ------------------------- | ----------------------- |
| 1.  | 15. dubna 2013    | Santiago, Chile                  | antuka | Gonzalo Lama              | 6-4, 6-7(6-8), 7-6(7-2) |
| 2.  | 28. dubna 2013    | Villa del Dique, Argentina       | antuka | Gabriel Alejandro Hidalgo | 7-6(7-3), 2-6, 6-3      |
| 3.  | 21. července 2013 | Saint-Gervais, Francie           | antuka | Johan Sébastien Tatlot    | 6-4, 5-7, 6-3           |
| 4.  | 6. října 2013     | La Paz, Bolívie                  | antuka | Chase Buchanan            | 7-6(7-3), 2-6, 6-4      |
| 5.  | 13. října 2013    | Santa Cruz, Bolívie              | antuka | Ryusei Makiguchi          | 6-1, 6-1                |
| 6.  | 5. října 2014     | Santa Cruz, Bolívie (2)          | antuka | Christopher Díaz Figueroa | 6-3, 6-4                |
| 7.  | 9. srpna 2015     | Wetzlar, Německo                 | antuka | Jan Choinski              | 6-3, 6-3                |
| 8.  | 21. srpna 2016    | Vogau, Rakousko                  | antuka | Omar Giacalone            | 6-4, 2-6, 6-2           |
| 9.  | 29. ledna 2017    | Weston, Spojené státy americké   | antuka | Dominik Koepfer           | 6-2, 7-5                |
| 10. | 20. května 2017   | Båstad, Švédsko                  | antuka | Yannick Vandenbulcke      | 6-4, 5-7, 6-2           |
| 11. | 11. června 2017   | Istanbul, Turecko                | antuka | Mario Vilella Martínez    | 6-2, 1-6, 6-2           |
| 12. | 18. června 2017   | Istanbul, Turecko (2)            | antuka | Antoine Hoang             | 6-3, 6-2                |
| 13. | 12. srpna 2017    | Bukurešť, Rumunsko               | antuka | Dragos Dima               | 6-2, 6-4                |
| 14. | 30. září 2017     | Cochabamba, Bolívie              | antuka | Felipe Mantilla           | 6-4, 6-2                |
| 15. | 7. října 2017     | Santa Cruz, Bolívie (3)          | antuka | Juan Carlos Sáez          | 6-4, 6-2                |
| 16. | 18. března 2018   | Santa Margherita di Pula, Itálie | antuka | Martín Cuevas             | 6-4, 7-6(7-3)           |
| 1.  | 22. dubna 2018    | Sarasota, Spojené státy americké | antuka | Facundo Bagnis            | 2-6, 6-4, 6-2           |
| 2.  | 6. května 2018    | Savannah, Spojené státy americké | antuka | Christian Harrison        | 6-1, 1-6, 6-4           |
| 3.  | 3. června 2018    | Vicenza, Itálie                  | antuka | Matteo Donati             | 6-4, 5-7, 6-4           |
| 4.  | 10. března 2019   | Santiago, Chile                  | antuka | Wu Tung-lin               | 5-7, 7-6(7-1), 6-1      |
| 5.  | 30. června 2019   | Milán, Itálie                    | antuka | Danilo Petrovic           | 7-5, 6-4                |

### Čtyřhra (18)
| Č.  | datum              | turnaj                                             | povrch | spoluhráč              | poražení finalisté                          | výsledek               |
| --- | ------------------ | -------------------------------------------------- | ------ | ---------------------- | ------------------------------------------- | ---------------------- |
| 1.  | 10. října 2010     | Santa Cruz, Bolívie                                | antuka | Federico Zeballos      | Maurizio Echazú Sergio Galdós               | 6-1, 6-4               |
| 2.  | 25. září 2011      | La Paz, Bolívie                                    | antuka | Boris Arias            | Juan Ignacio Londero Rodrigo Scattareggia   | 3-6, 7-6(7-3), [10–7]  |
| 3.  | 26. srpna 2012     | Rosario, Argentina                                 | antuka | Ryusei Makiguchi       | Guillermo Bujniewicz Fabrizio Burdisso      | 6-4, 1-6, [10–7]       |
| 4.  | 2. září 2012       | Santiago del Estero, Argentina                     | antuka | Mateo Nicolás Martínez | Federico Coria Valentin Flores              | 6-7(7-9), 6-1, [10–6]  |
| 5.  | 16. září 2012      | Cochabamba, Bolívie                                | antuka | Mauricio Doria-Medina  | Juan-Pablo Amado Ryusei Makiguchi           | 3-6, 6-3, [10–7]       |
| 6.  | 21. července 2013  | Saint-Gervais, Francie                             | antuka | Federico Zeballos      | Kevin Botti Simon Cauvard                   | 6-4, 2-6, [11–9]       |
| 7.  | 16. března 2014    | Marcos Juárez, Argentina                           | antuka | Maximiliano Estévez    | Juan Ignacio Londero Andrés Molteni         | 6-3, 6-4               |
| 8.  | 23. března 2014    | Rosario, Argentina (2)                             | antuka | Facundo Mena           | Leonardo Kirche André Miele                 | 6-4, 0-6, [10–5]       |
| 9.  | 25. května 2014    | Safi, Maroko                                       | antuka | Leandro Portmann       | Talal Ouahabi Tafa Tifnouti                 | 6-1, 7-6(14-12)        |
| 10. | 7. prosince 2014   | Santiago de los Caballeros, Dominikánská republika | antuka | Duilio Beretta         | Fabiano de Paula Thiago Monteiro            | 3-6, 6-4, [10–8]       |
| 11. | 14. prosince 2014  | Santo Domingo, Dominikánská republika              | antuka | Duilio Beretta         | Emilio Gómez Manuel Sánchez                 | 6-7(9-11), 6-4, [10–4] |
| 12. | 21. srpna 2016     | Vogau, Rakousko                                    | antuka | Federico Zeballos      | Lenny Hampel Sebastian Ofner                | 7-5, 6-4               |
| 13. | 28. srpna 2016     | Pörtschach, Rakousko                               | antuka | Federico Zeballos      | Péter Nagy Nik Razboršek                    | 6-3, 6-0               |
| 14. | 27. listopadu 2016 | Santa Cruz, Bolívie (2)                            | antuka | Federico Zeballos      | Franco Emanuel Egea Alejandro Tabilo        | 6-4, 6-4               |
| 15. | 11. června 2017    | Istanbul, Turecko                                  | antuka | Federico Zeballos      | Sarp Ağabigün Altuğ Çelikbilek              | 6-4, 4-6, [10–3]       |
| 16. | 1. října 2017      | Cochabamba, Bolívie (2)                            | antuka | Boris Arias            | Christopher Díaz Figueroa Federico Zeballos | 6-3, 6-3               |
| 17. | 18. března 2018    | Santa Margherita di Pula, Itálie                   | antuka | Martín Cuevas          | Gianluca di Nicola Walter Trusendi          | 7-6(7-3), 7-5          |
| 1.  | 7. října 2018      | Campinas, Brazílie                                 | antuka | Guillermo Durán        | Franco Agamenone Fernando Romboli           | 7-5, 6-4               |

## Postavení na konečném žebříčku ATP

### Dvouhra
| Rok    | 2010    | 2011    | 2012   | 2013   | 2014   | 2015   | 2016   | 2017   | 2018   | 2019  |
| Pořadí | ▲ 1215. | ▲ 1100. | ▲ 678. | ▲ 335. | ▲ 267. | ▼ 485. | ▼ 746. | ▲ 241. | ▲ 122. | ▲ 75. |

### Čtyřhra
| Rok    | 2010   | 2011   | 2012   | 2013   | 2014   | 2015   | 2016   | 2017   | 2018   | 2019   |
| Pořadí | ▲ 766. | ▼ 934. | ▲ 492. | ▲ 460. | ▲ 192. | ▼ 506. | ▼ 634. | ▲ 301. | ▲ 214. | ▼ 263. |